# Ударно-хвильова терапія
Ударно-хвильова терапія (англ. Extracorporeal shockwave therapy) — інноваційний, високотехнологічний метод терапевтичного впливу на різні тканини в людському організмі з метою досягнення лікувального ефекту для різного типу патологій. 

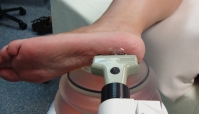
Процедура лікування захворювання ступні (п'яткова шпора) з використанням приладу для генерації ударних хвиль.

 Хоча факти, що вказували на суттєвий вплив ударних хвиль на людський організм відомі з часів Другої світової війни, перше використання ударних хвиль в медицині пов'язане з розробкою методів і засобів для такої неінвазивної процедури, як літотрипсія. Ця процедура ввійшла в медичну практику наприкінці 80-х років XX століття і зараз дуже широко використовується у світі. В останні 10-15 років чітко прослідковується тенденція до суттєвого розширення використання такого фізичного фактора, як ударні хвилі, в медичній практиці при створенні неінвазивних процедур для лікування досить широкого спектра захворювань, особливо в скелетно-м'язовій системі. Значний об'єм даних про можливості використання ударних хвиль для руйнування кісткового цементу представлено в Перспективні дослідження в галузі ударно-хвильової терапії інтенсивно ведуться в багатьох країнах. Обміну досвідом та інформацією про новітні досягнення сприяє «Міжнародна асоціація медичного використання ударних хвиль» (Internetional Society of Mtdical Shockwave Treatment). Асоціація об'єднує медиків і інженерів з більше ніж 50 країн, в тому числі і України.

## Механізм дії
Ударно-хвильова терапія базується на використанні ефектів впливу на різні тканини організму акустичних хвиль високої інтенсивності. Хвилі проходять крізь м'які тканини (м'язи) і рідини (кров і лімфа), акустичний опір (імпеданс) яких практично збігається з опором води. На межі розділу м'яких тканин і кісток близько 60% акустичної енергії проходить в кістку, а решта переноситься відбитою хвилею. При цьому поблизу поверхні контакту виникають значні механічні напруження, які здатні руйнувати патологічні утворення (нарости, шипи (наприклад, як при п'ятковій шпорі), камені (у тому числі при сечокам'яній хворобі) та інше. При руйнуванні каменів в нирках з застосуванням техніки літотрипсії використовують різні механізми генерації хвиль та спеціальні методи концентрації акустичної енергії. Наявність у хвильовому імпульсі складових з розтягуючими напруженнями може приводити до формування та захлопування кавітаційних бульбашок, що є можливим механізмом руйнування утворень з відмінним від м'яких тканин акустичним опором.
Найважливішими параметрами ударних хвиль, які використовуються в ударно-хвильовій терапії є:
- Величина максимального тиску на фронті хвилі. Цей тиск може досягати 100 МПа. В більшості обладнання для ударно-хвильової терапії генерується максимальний тиск в діапазоні 50-80 МПа.
- Час зростання тиску до максимального значення. В більшості пристроїв цей час не перевищує 10 нс.
- Максимальна величина розтягуючих напружень в імпульсі. Зазвичай це напруження досягає величини порядку 10-15% максимального значення тиску.
- Повна акустична енергія, що підводиться до опромінюваного об'єму тіла.
- Діапазон частот в спектрі хвильового імпульсу.

Процеси, які стимулюються в біологічних тканинах ударними хвилями ще не повністю зрозумілі. Особливо це стосується стимулювання росту кісткової тканини. На відміну від літотрипсії, де метою підведення акустичної енергії в певне місце тіла є руйнування твердих утворень, завданням ударно-хвильової терапії є не руйнування тканин, а стимулювання інтерстиціальних структур. При цьому деякі автори вважають, що ударні хвилі викликають мікроруйнування, мікротравми та гематоми, які в результаті призводять до активізації остеобластів, росту кісткової мозолі та відновлення кісткової тканини. Інші вважають, що ударно-хвильова терапія вмикає спеціальні механізми знеболення та стимулює утворення нових мікросудин в місцях з'єднання кісток і сухожилля.

## Покази
Ударно-хвильова терапія ефективна і її рекомендують при таких захворюваннях:
- Захворювання хребта: остеохондроз, спондилоартроз, сколіоз, грижа хребта
- Захворювання суглобів: артрит, артроз, тенісний лікоть (епікондиліт), синдром колінної чашечки
- П'яткова шпора
- Целюліт
- Плоскостопість
- Сечокам'яна хвороба

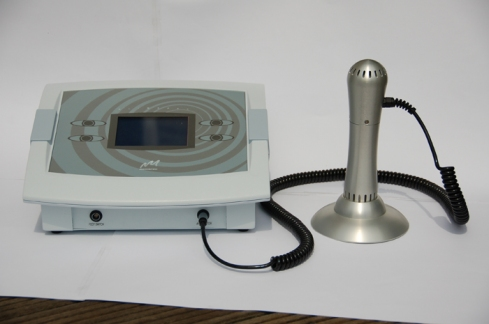
Антицелулітна ударно-хвильова система.

У косметології при боротьбі з целюлітом, а також: болі в спині, плечі, м'язові болі, відкладення солей, плоскостопість, п'яткова шпора, сечокам'яна хвороба, спортивна реабілітація — наприклад, при погано зрощених переломах.